# Pseudisothecium stoloniferum
Pseudisothecium stoloniferum là một loài Rêu trong họ Lembophyllaceae. Loài này được (Brid.) Grout miêu tả khoa học đầu tiên năm 1928.